# Carl Gustaf Verner von Heidenstam

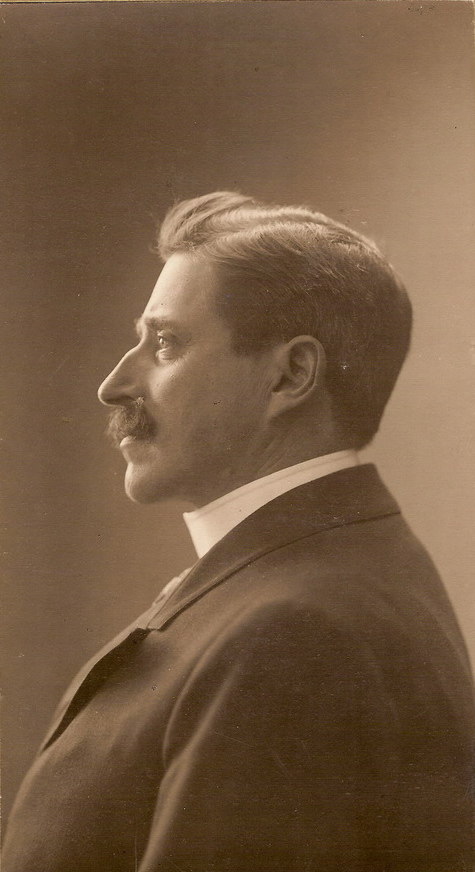
Verner von Heidenstam

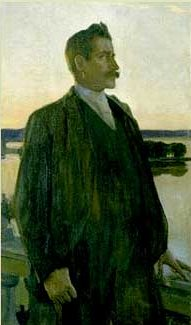
Verner von Heidenstam, ritratto di von Oscar Björck, 1900

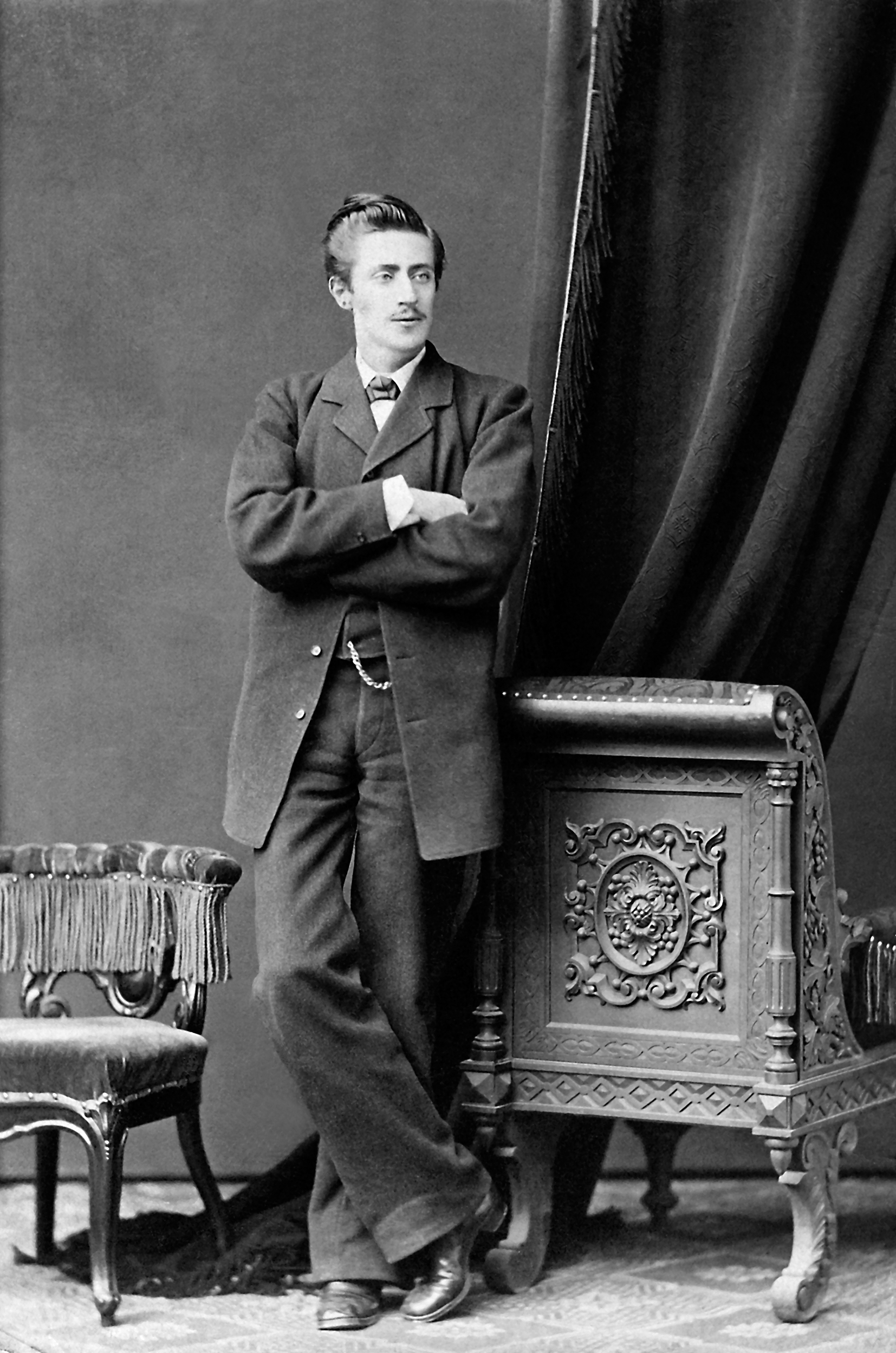
Heidenstam all'età di venti anni

Carl Gustav Verner von Heidenstam (Olshammar, 6 luglio 1859 – Övralid, 20 maggio 1940) è stato uno scrittore e poeta svedese.

## Biografia
Vinse il premio Nobel per la letteratura nel 1916, con la seguente motivazione: "in riconoscimento della sua importanza come esponente rappresentativo di un nuovo tempo nella nostra letteratura". Fu, a partire dal 1912, membro dell'Accademia svedese.
Nacque a Olshammar da una famiglia nobile di origine tedesca. Visse i suoi primi anni di vita in un ambiente riservato e ritirato prima di trasferirsi a Stoccolma per intraprendere gli studi regolari, che dovette però ben presto abbandonare per gravi motivi di salute.
Studiò arte all'Accademia di belle arti di Stoccolma , ma presto lasciò la Svezia per fare lunghi viaggi in Europa, Africa e Estremo Oriente, consigliato dai medici a soggiornare in luoghi caldi.
Durante i suoi soggiorni romani e parigini, Heidenstam seguì per lo più corsi di pittura, la sua prima grande passione, lasciando spazi per la letteratura solo nei ritagli di tempo.
Fu determinante, per il suo dirottamento verso la letteratura, la temporanea amicizia, coltivata per August Strindberg, anche se non sufficiente per influenzarne lo stile.
La sua opera Vallfart och vandringsår ("Peregrinazioni", 1888) è una raccolta di poesie che si ispirano alle sue esperienze vissute durante i suoi viaggi nell'est e segnano l'abbandono del naturalismo, allora dominante nella letteratura svedese, per culminare con l'approdo ad un mondo non solo fiabesco-orientaleggiante e romantico, ma anche, in qualche modo, continuatore dell'illuminismo e del volterrianismo familiare e, non ultimo, impregnato di patriottismo e di una vena spirituale. Quest'ultimo aspetto contraddistinse la fase matura dello scrittore, dato che la sua evoluzione umana e artistica lo condusse da un iniziale ateismo presente nelle prime opere, ad una ricerca delle origini religiose medioevali precristiane scandinave, suggellata dalla epopea presente di Karolinerna ("I soldati di Carlo XII").
In questo periodo fu piuttosto dura la polemica con Strindberg sugli elementi basilari dell'arte e della letteratura, che sancì la rottura dell'amichevole rapporto instaurato fra i due scrittori.
Il suo amore per la bellezza viene mostrato nel romanzo allegorico Hans Alienus (1892). Dikter ("Poems", 1895) e  Karolinerna (The Charles Men, 2 vol., 1897-1898), un romanzo storico, mostrano una forte passione nazionalistica. I due volumi di  Folkunga Trädet (The Tree of the Folkungs, 1905-07) sono la storia epica di un clan di capi svedesi vissuti nel Medioevo.
Morì a Övralid nel 1940.

## Opere
- Från Col di Tenda till Blocksberg  (1888)
- Vallfart och vandringsår (1888)
- Renässans (1889)
- Endymion (1889, romanzo)
- Hans Alienus (1892)
- Dykter (1895)
- Karolinerna (The Charles Men, 1897-98, romanzo)
- Sankt Göran och draken (1900)
- Heliga Birgittas pilgrimsfärd (Saint Bridget's Pilgrimage, 1901)
- Ett folk  (1902)
- Skogen susar (The Forest Whispers, 1904)
- Folkunga Trädet (The Tree of the Folkungs, 2 volumi, 1905-1907)
- Svenskarna och deras hövdingar (1910)
- Nya Dikter (1915).